# Catterino Cavos
Catterino Cavos, alla nascita Salvador Cattarin Cavosi e noto in Russia come Catterino Al'bertovič Kavos (in russo Катерино Альбертович Кавос?; Venezia, 21 ottobre 1777 – San Pietroburgo, 10 maggio 1840), è stato un compositore italiano naturalizzato russo.

## Biografia
Figlio di Alberto, ballerino, coreografo e, dal 1795, impresario del Teatro La Fenice, iniziò presto a occuparsi di musica sotto la guida del padre e, verosimilmente, di Francesco Bianchi e di Giambattista Cimador.
Al contrario delle leggende perpetuate da musicologi ottocenteschi e novecenteschi, la sua carriera di compositore ebbe inizio solo il 14 settembre 1797 al Teatro La Fenice, dove venne eseguito l’Inno patriottico in onore della Guardia Civica su testo di Antonio Simeone Sografi.
La svolta si ebbe quando compì il ventunesimo anno di età, poiché quell'anno Catterino decise di partire per San Pietroburgo, luogo nel quale restò fino alla fine dei suoi giorni, ottenendo incarichi e titoli.
Nella primavera del 1799 entrò al servizio della Direzione dei Teatri Imperiali e nel 1803 venne nominato maestro di cappella delle compagnie d'opera russa e italiana.
Nel 1821 ottenne l'incarico di ispettore e dieci anni dopo assunse la direzione generale di tutti i teatri imperiali.
Compose un buon numero di opere, che spaziarono dal vaudeville all'opera eroica, dall'intermezzo alla tetralogia, utilizzando libretti in lingua italiana, francese e russa.
L'opera Ivan Susanin (1815) è considerata la prima opera russa: la trama è basata su un reale fatto storico russo e per la prima volta un contadino russo, e non un personaggio mitico o uno zar, è diventato il personaggio principale del palcoscenico dell'Opera; la partitura dell'opera include melodie popolari russe. 
Per la prima volta è stato fatto un tentativo di entrare nel teatro del palcoscenico operistico delle caratteristiche specifiche della vita russa.
Il suo primo successo teatrale fu Les trois sultanes (1813), seguito da L'ondina del Dnepr, La giovinezza di Giovanni III, I cosacchi al Reno, Amore e Psiche, Zefiro e Flora, Aci e Galatea, La posta dell'amore, Svetlana.
La moglie di Cavos, Camilla Baglioni (1773-1832), fu un soprano che ottenne fama come cantante d'opera nel tardo XVIII secolo.
Il figlio maggiore di Cavos, Albert Catterinovič (1800-1863), fu un architetto famoso per i suoi progetti teatrali e costruì 
il Teatro Mariinskij di San Pietroburgo (1859-1860) e il Teatro Bol'šoj a Mosca (1853-1856).
Il figlio minore di Cavos, Ivan Catterinovič (1805-1861), ricevette una formazione musicale e serv per trent'anni nei teatri imperiali di San Pietroburgo, ricoprendo vari ruoli, tra cui quello di direttore di orchestra, direttore dell'opera italiana e ispettore dell'Istituto Smol'nyj.